# 246-я истребительная авиационная дивизия
246-я истребительная авиационная Мукденская дивизия (246-я иад) — соединение Военно-Воздушных сил (ВВС) вооружённых сил СССР, принимавшее участие в Советско-японской войне.

## Наименования
- 246-я истребительная авиационная дивизия;
- 246-я истребительная авиационная Мукденская дивизия;
- 246-я истребительная авиационная Мукденская дивизия ПВО;
- Войсковая часть (Полевая почта) 45095.

## Создание дивизии
246-я истребительная авиационная дивизия сформирована в августе 1942 года на основании Приказа НКО СССР

## В действующей армии
В составе действующей армии:
- с 9 августа 1945 года по 3 сентября 1945 года

## В составе объединений
| Дата            | Фронт (округ)                       | Армия                              |
| --------------- | ----------------------------------- | ---------------------------------- |
| 03.08.1942 года | Забайкальский фронт                 | ВВС фронта                         |
| 15.08.1942 года | Забайкальский фронт                 | 12-я воздушная армия               |
| 10.09.1945 года | Забайкальско-Амурский военный округ | 12-я воздушная армия               |
| 25.05.1947 года | Забайкальский военный округ         | 12-я воздушная армия               |
| 20.02.1949 года | Забайкальский военный округ         | 45-я воздушная армия               |
| 01.05.1957 года | Забайкальский военный округ         | ВВС Забайкальского военного округа |
| 01.04.1960 года | Забайкальский военный округ         | ВВС Забайкальского военного округа |

## Участие во Второй Мировой войне
С 15 августа по 3 сентября 1945 г. части 246-й истребительной авиационной дивизии участвовали в Советско-японской войне в составе 12-й Воздушной армии Забайкальского фронта. Поскольку сопротивления противника в воздухе не было, истребители занимались в основном штурмовкой японских войск и разведкой.
Приказом ВГК от 20 сентября 1945 г. за отличия в боях в ходе Хингано-Мукденской наступательной операции дивизии присвоено почётное наименование «Мукденская».

## Участие в операциях и битвах
- Маньчжурская операция
  - Хингано-Мукденская наступательная операция — с 9 августа 1945 года по 2 сентября 1945 года.

## Состав дивизии
| Полк                                                                | Период                                    | Примечание                      |
| ------------------------------------------------------------------- | ----------------------------------------- | ------------------------------- |
| 22-й истребительный Халхингольский Краснознамённый авиационный полк | 03.08.1942 — 03.09.1945                   |                                 |
| 56-й истребительный авиационный Краснознамённый полк                | 03.08.1942 — 18.07.1943                   |                                 |
| 350-й истребительный авиационный полк                               | 03.08.1942 — 02.08.1945 18.09.1945 — 1950 |                                 |
| 356-й истребительный авиационный полк                               | 15.03.1944 — 1957                         |                                 |
| 847-й истребительный авиационный полк                               | 10.04.1943 — 17.07.1946                   | расформирован в дивизии         |
| 848-й истребительный авиационный полк                               | 10.04.1943 — 13.01.1944                   | передан в состав 194-й иад      |
| 70-й истребительный авиационный полк                                | 22.06.1946 — 23.03.1947                   | расформирован в составе дивизии |

## Командиры
- полковник Тягунов Василий Михайлович (погиб)[12], период нахождения в должности с 03.08.42 — 16.09.42
- полковник, генерал-майор авиации Евгений Георгиевич Туренко[13], период нахождения в должности с 17.09.1942 по 10.1947
- Игорь Михайлович Дмитриев, период нахождения в должности 1972—1973[14].

## Почётные наименования
Приказом Верховного Главнокомандующего № 162 от 20 сентября 1945 года 246-й истребительной авиационной дивизии за отличные боевые действия в боях с японцами на Дальнем Востоке присвоено почётное наименование «Мукденская».

## Благодарности Верховного Главнокомандующего
Дивизии за овладение всей Маньчжурией, Южным Сахалином и островами Сюмусю и Парамушир из группы Курильских островов, главным городом Маньчжурии Чанчунь и городами Мукден, Цицикар, Жэхэ, Дайрэн, Порт-Артур объявлена благодарность.

## Преемственность
В 1960 году на базе частей 246-й иад была сформирована 26-я дивизия ПВО, унаследовавшая и почётное наименование «Мукденская».

## Базирование дивизии
| Период               | Место базирования           |
| -------------------- | --------------------------- |
| 10.1945 — 18.02.1947 | Обо-Самен (Дадал), Монголия |
| 18.02.1947 — 04.1960 | Борзя, Читинская область    |